# No Way Out (1987)
No Way Out is een Amerikaanse thriller uit 1987, geregisseerd door Roger Donaldson. Hoofdrollen werden vertolkt door Kevin Costner, Gene Hackman en Sean Young. De film is een remake van The Big Clock uit 1948. De films zijn ook gebaseerd op de roman The Big Clock uit 1946, geschreven door Kenneth Fearing.

## Verhaal
Officier Tom Farrell heeft een geheime relatie met Susan Atwell. Niet wetend dat ze ook een ander man in haar leven heeft, minister van defensie David Brice waarhij voor werkt. Als Brice erachter komt dat Susan hem ontrouw is duwt hij haar uit woede over de balustrade naar beneden en verongelukt. Als hij met deze onbedoelde actie zichzelf wil aangeven, neemt Generaal Scott Pritchard, hem in bescherming en verzinnen dat de dader een Russische spion moet zijn geweest. Farell wordt toegewezen door Brice om de dader op te sporen. Farell heeft echter maar een aantal uren de tijd om de dader te zoeken want alle sporen die betrekking hebben naar Susan leiden naar hemzelf.

## Rolverdeling
| Acteur         | Personage       |
| -------------- | --------------- |
| Kevin Costner  | Tom Farrell     |
| Gene Hackman   | David Brice     |
| Sean Young     | Susan Atwell    |
| Will Patton    | Scott Pritchard |
| Howard Duff    | Senator Duvall  |
| George Dzundza | Sam Hesselman   |
| Jason Bernard  | Major Donovan   |
| Iman           | Nina Beka       |
| Fred Thompson  | Marshall        |
| Leon Russom    | Kevin O'Brien   |